# 23808 Joshuahammer
23808 Joshuahammer là một tiểu hành tinh vành đai chính với chu kỳ quỹ đạo là 1782.1936576 ngày (4.88 năm).
Nó được phát hiện ngày 17 tháng 8 năm 1998.